# تپه رستم خان
تپه رستم خان مربوط به اواخر هزاره۲ تا است و در شهرستان مشهد، بخش رضویه، روستای قازقان واقع شده و این اثر در تاریخ ۱۹ مرداد ۱۳۸۴ با شمارهٔ ثبت ۱۲۹۴۲ به‌عنوان یکی از آثار ملی ایران به ثبت رسیده است.